# العلاقات الإسبانية القطرية
العلاقات الإسبانية القطرية هي العلاقات الثنائية التي تجمع بين إسبانيا وقطر.

## مقارنة بين البلدين
هذه مقارنة عامة ومرجعية للدولتين:
| وجه المقارنة                                              | إسبانيا                                                                             | قطر           |
| --------------------------------------------------------- | ----------------------------------------------------------------------------------- | ------------- |
| المساحة (كم2)                                             | 505.99 ألف                                                                          | 11.44 ألف     |
| عدد السكان (نسمة)                                         | 46.73 مليون                                                                         | 2.64 مليون    |
| الكثافة السكانية (ن./كم²)                                 | 92.35                                                                               | 230.77        |
| العاصمة                                                   | مدريد                                                                               | الدوحة        |
| اللغة الرسمية                                             | اللغة الإسبانية، اللغة الغاليسية، لغة بشكنشية، اللغة الكتالونية، اللغة الأوكسيتانية | اللغة العربية |
| العملة                                                    | يورو، بيزيتا إسبانية                                                                | ريال قطري     |
| الناتج المحلي الإجمالي (بليون دولار)                      | 1.31 تريليون                                                                        | 167.61 مليار  |
| الناتج المحلي الإجمالي (تعادل القوة الشرائية) بليون دولار | 1.77 تريليون                                                                        | 316.40 مليار  |
| الناتج المحلي الإجمالي الاسمي للفرد دولار أمريكي          | 28.16 ألف                                                                           | 73.65 ألف     |
| الناتج المحلي الإجمالي للفرد دولار أمريكي                 | 38.00 ألف                                                                           | 141.54 ألف    |
| مؤشر التنمية البشرية                                      | 0.876                                                                               | 0.850         |
| رمز المكالمات الدولي                                      | +34                                                                                 | +974          |
| رمز الإنترنت                                              | .es                                                                                 | .qa           |
| المنطقة الزمنية                                           | ت ع م+01:00، ت ع م+02:00                                                            | ت ع م+03:00   |

## مدن متوأمة
في ما يلي قائمة باتفاقيات التوأمة بين مدن إسبانية وقطرية:
- ترتبط مربلة مع الدوحة باتفاقية توأمة منذ 6 ديسمبر 1990.

## منظمات دولية مشتركة
يشترك البلدان في عضوية مجموعة من المنظمات الدولية، منها:
| علم المنظمة | اسم المنظمة                               | تاريخ انضمام إسبانيا | تاريخ انضمام قطر |
| ----------- | ----------------------------------------- | -------------------- | ---------------- |
|             | يونسكو                                    | 30 يناير 1953        | 27 يناير 1972    |
|             | وكالة ضمان الاستثمار متعدد الأطراف        | 29 أبريل 1988        | 22 أكتوبر 1996   |
|             | الأمم المتحدة                             | 14 ديسمبر 1955       | 21 سبتمبر 1971   |
|             | الاتحاد البريدي العالمي                   | ?                    | ?                |
|             | البنك الدولي للإنشاء والتعمير             | 15 سبتمبر 1958       | 25 سبتمبر 1972   |
|             | المنظمة الهيدروغرافية الدولية             | ?                    | ?                |
|             | الاتحاد الدولي للاتصالات                  | 1866                 | 27 مارس 1973     |
|             | منظمة حظر الأسلحة الكيميائية              | ?                    | ?                |
|             | مؤسسة التمويل الدولية                     | 24 مارس 1960         | 11 أكتوبر 2008   |
|             | المركز الدولي لتسوية المنازعات الاستشارية | 17 سبتمبر 1994       | 20 يناير 2011    |
|             | منظمة التجارة العالمية                    | ?                    | ?                |
|             | منظمة الشرطة الجنائية الدولية             | ?                    | ?                |

## وصلات خارجية
- موقع وزارة الخارجية الإسبانية
- موقع وزارة الخارجية القطرية